# Pinus tecunumanii
Pinus tecunumanii е вид растение от семейство Борови (Pinaceae). Видът е световно застрашен, със статут Уязвим.

## Разпространение
Разпространен е в Белиз, Салвадор, Гватемала, Хондурас, Мексико и Никарагуа.